# Бродниця-Ґурна
Бродниця-Ґурна (пол. Brodnica Górna, нім. Oberbrodnitz) — село в Польщі, у гміні Картузи Картузького повіту Поморського воєводства.
Населення — 1500 осіб (2011).
У 1975-1998 роках село належало до Гданського воєводства.

## Демографія
Демографічна структура станом на 31 березня 2011 року:
|          | Загалом | Допрацездатний вік | Працездатний вік | Постпрацездатний вік |
| -------- | ------- | ------------------ | ---------------- | -------------------- |
| Чоловіки | 739     | 193                | 498              | 48                   |
| Жінки    | 761     | 199                | 449              | 113                  |
| Разом    | 1500    | 392                | 947              | 161                  |